# Hulodes divisa
Hulodes divisa är en fjärilsart som beskrevs av Aurivillius 1920. Hulodes divisa ingår i släktet Hulodes och familjen nattflyn. Inga underarter finns listade i Catalogue of Life.